# Peter Best
Pour les articles homonymes, voir Best.
Peter Best est un compositeur australien de musique de films né le 18 octobre 1943 à Adélaïde (Australie). 

## Filmographie partielle
- 1977 : The Picture Show Man de John Power
- 1985 : Bliss de Ray Lawrence
- 1985 : An Indecent Obsession de Lex Marinos
- 1986 : The More Things Change... de Robyn Nevin
- 1986 : Crocodile Dundee de Peter Faiman
- 1988 : Crocodile Dundee 2 de John Cornell
- 1994 : Muriel de Paul John Hogan
- 1995 : Dad and Dave: On Our Selection de George Whaley
- 1997 : Doing Time for Patsy Cline de Chris Kennedy